# Список дипломатических миссий Кыргызстана

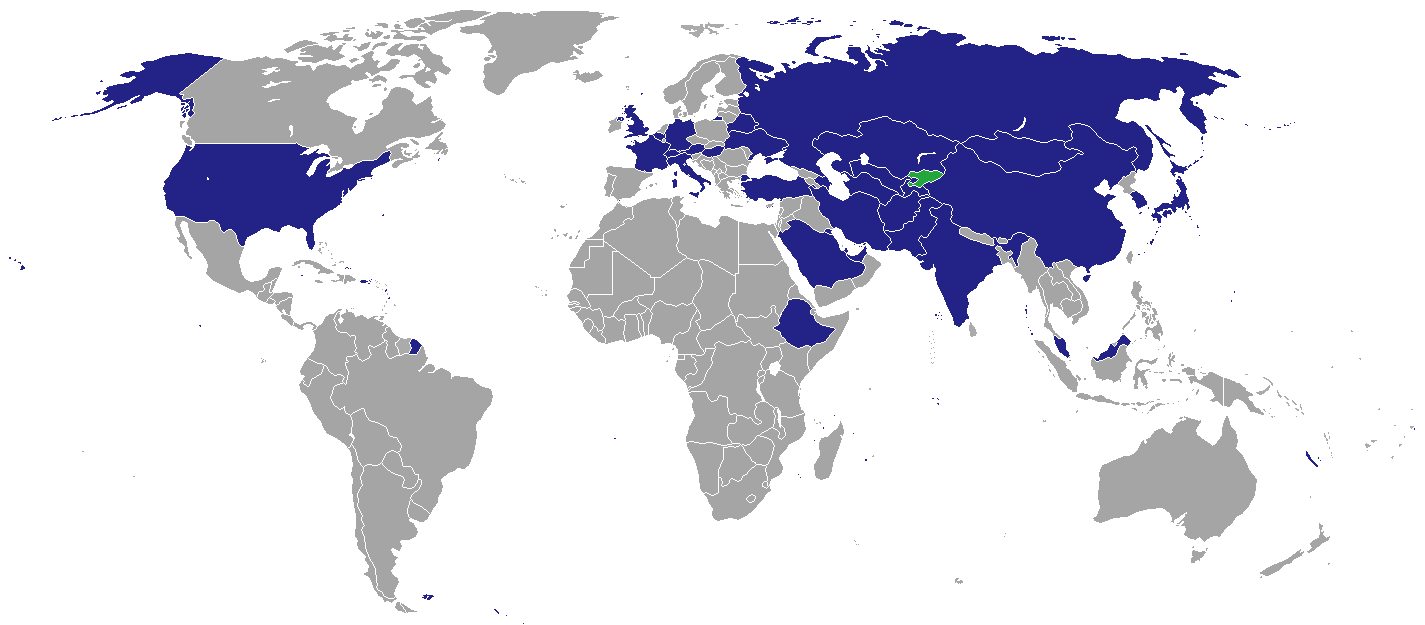

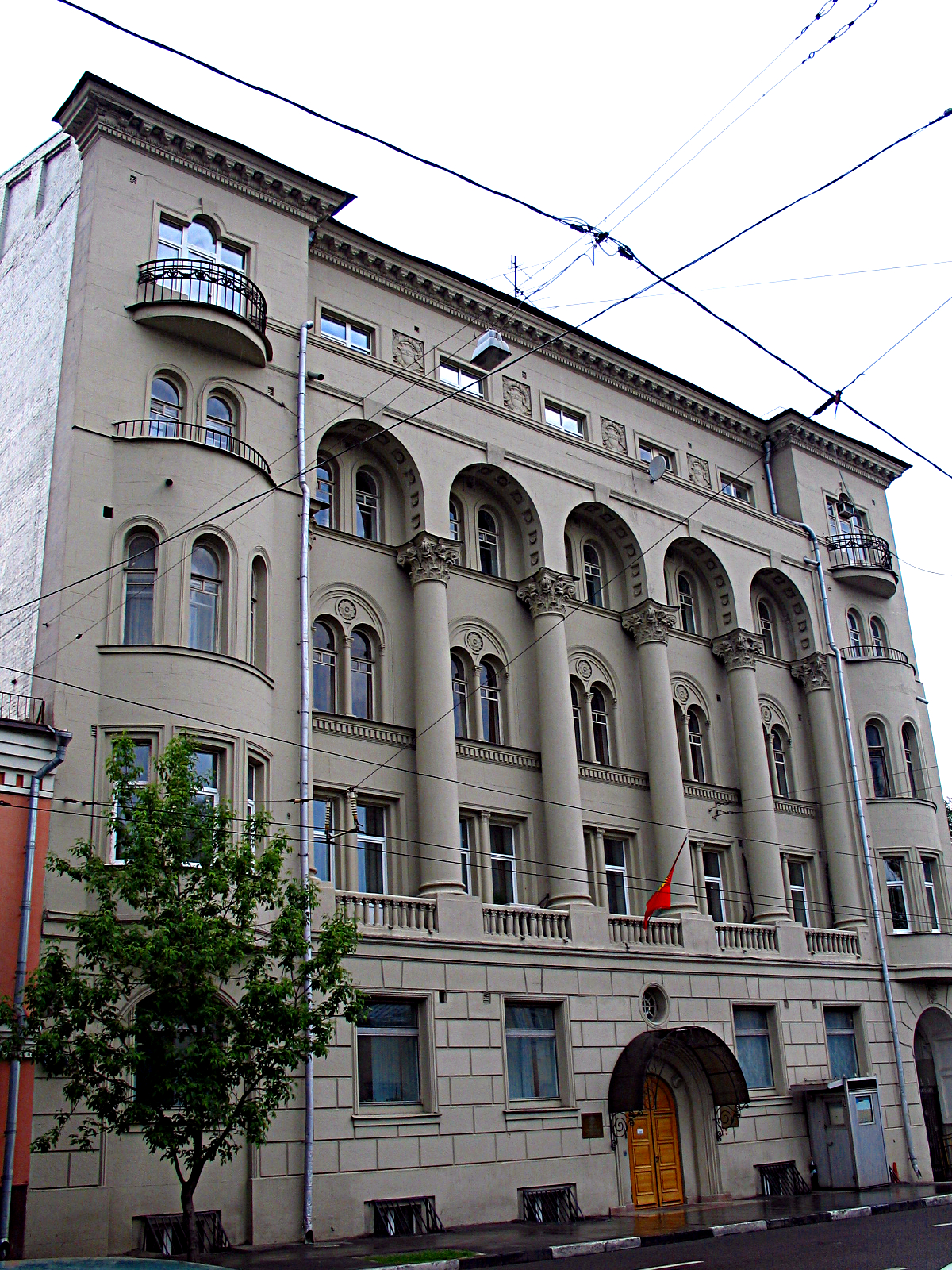
Посольство Кыргызстана в Москве

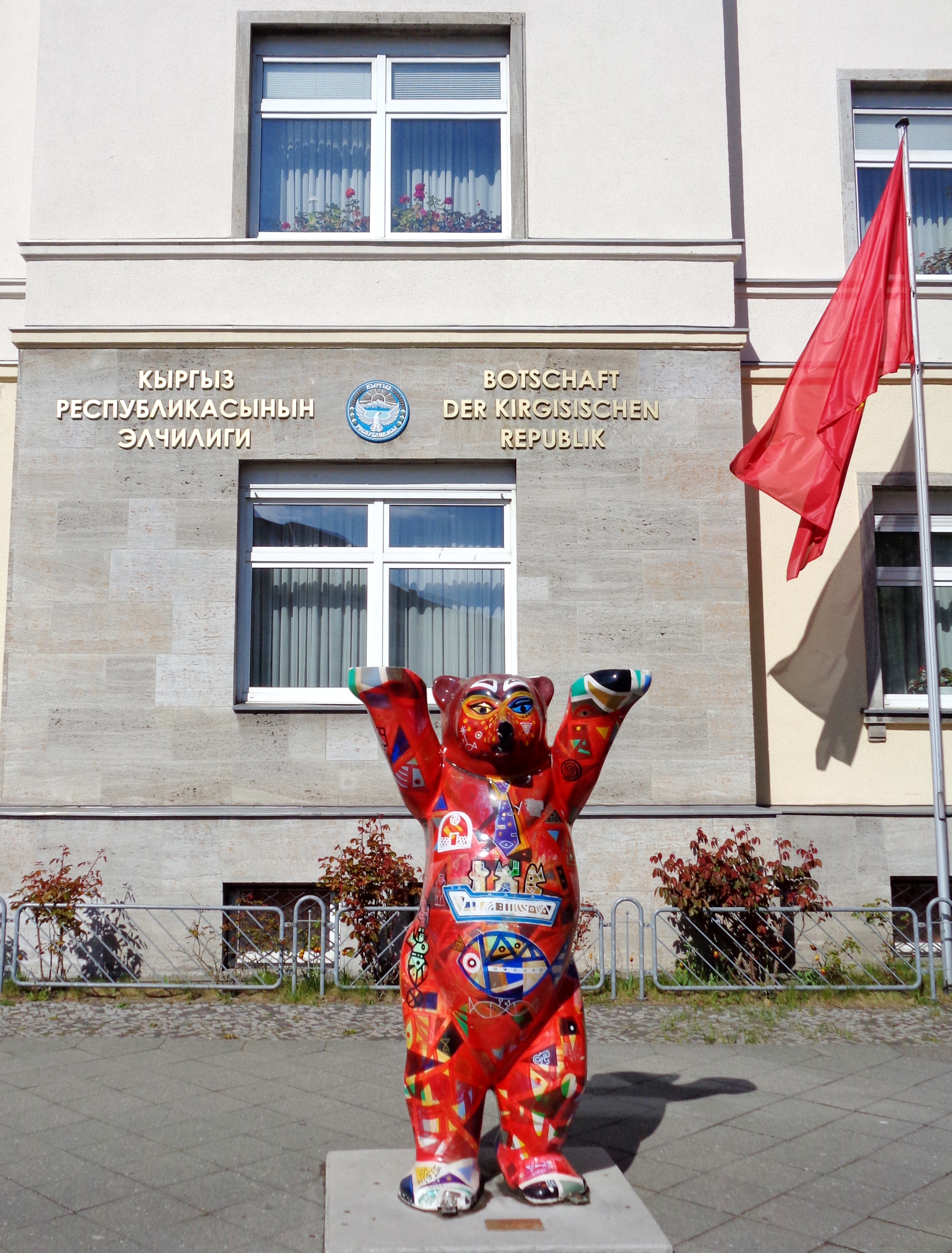
Посольство Кыргызстана в Берлине

Список дипломатических миссий Кыргызстана — Кыргызстан поддерживает интенсивные межгосударственные связи в первую очередь с государствами Евразии, в том числе со странами СНГ.

## Европа
- Австрия, Вена (посольство)
- Белоруссия, Минск (посольство)
- Бельгия, Брюссель (посольство)
- Венгрия, Будапешт (посольство)
- Германия, Берлин (посольство)
  - Франкфурт-на-Майне (консульство)
- Италия, Рим (посольство)
- Россия
  - Москва (посольство)
  - Новосибирск (вице-консульство)
  - Екатеринбург (генеральное консульство)
- Швейцария, Женева (посольство)
- Украина, Киев (посольство)
- Великобритания, Лондон (посольство)
- Франция, Париж (посольство)

## Америка
- США, Вашингтон (посольство)
  - Нью-Йорк (генеральное консульство)
  - Чикаго (консульство)

## Азия
- Афганистан, Кабул (посольство)
- Китай, Пекин (посольство)
  - Урумчи (отделение по выдаче виз)
- Индия, Нью-Дели (посольство)
- Япония, Токио (посольство)
- Казахстан, Астана (посольство)
  - Алматы (генеральное консульство)
- Кувейт, Эль-Кувейт (посольство)
- Малайзия, Куала-Лумпур (посольство)
- Монголия, Улан-Батор (посольство)
- Пакистан, Исламабад (посольство)
  - Карачи (генеральное консульство)
- Катар, Доха (посольство)
- Саудовская Аравия, Эр-Рияд (посольство)
- Южная Корея, Сеул (посольство)
- Таджикистан, Душанбе (посольство)
- Туркменистан, Ашхабад (посольство)
- Узбекистан, Ташкент (посольство)
- Иран, Тегеран (посольство)
  - Мешхед (консульство)
- Турция, Анкара (посольство)
  - Стамбул (генеральное консульство)
- ОАЭ, Дубай (посольство)

## Международные организации
- - Брюссель (представительство при ЕС)
  - Женева (представительство при ООН)
  - Нью-Йорк (представительство при ООН)
  - Вена (постоянное представительство при ОБСЕ)